# Tha Blue Carpet Treatment
Tha Blue Carpet Treatment — восьмий студійний альбом американського репера Snoop Dogg, який вийшов 20 листопада 2006 року, через лейбли Doggystyle Records і Geffen Records. Виробництво альбому робилось з 2005 по 2006 рік в декількох студіях звукозапису і було оброблено Dr. Dre, The Neptunes, Battlecat, DJ Pooh, Timbaland, Danja, Mark Batson, Terrace Martin, і Mr. Porter.
Tha Blue Carpet Treatment отримав позитивні відгуки від музичних критиків.

## Про альбом
Робота над Tha Blue Carpet Treatment велась дев'ять місяців.
Альбом має жорсткіше звучання, ніж на попередньому альбомі, й на цьому альбомі всі пісні є серйознішими, ніж на попередньому.
Через деякий час після релізу альбому, з участю діджеїв зі Східного, Західного і Південного узбережжя, Snoop Dogg випустив мікстейп Tha Blue Carpet Treatment Mixtape, в який ввійшли багато вирізаних треків з Tha Blue Carpet Treatment.
Трек «Imagine» спочатку планувався вийти на альбомі Busta Rhymes «The Big Bang», але був відданий Snoop Dogg. Незважаючи на це, пізніше Busta Rhymes записав свій ремікс на трек «Imagine». До того ж, багато реп-виконавців (Nas, Adil Omar, Ja Rule, Black-Ty) записували фрістайл під біти «Imagine».\

## Комерційний успіх
Tha Blue Carpet Treatment дебютував під номером 5 у Billboard 200, продавши 264 000 копій за перший тиждень. У щорічному рейтингу «100 найпопулярніших бестселерів» Nielsen SoundScan альбом посів 97-е місце. Станом на червень 2018 року альбом продав 903 000 примірників у Сполучених Штатах.

## Список композицій
| #     | Назва                                                                                      | Автор                                                                                             | Продюсер(и)                 | Тривалість |
| ----- | ------------------------------------------------------------------------------------------ | ------------------------------------------------------------------------------------------------- | --------------------------- | ---------- |
| 1.    | «Intrology» (з участю George Clinton)                                                      | Calvin Broadus, George Clinton, Kevin Gilliam, Tim Mosley                                         | Battlecat                   | 1:59       |
| 2.    | «Think About It»                                                                           | Broadus, Bryan Fryzel                                                                             | Frequency                   | 3:37       |
| 3.    | «Crazy» (з участю Nate Dogg)                                                               | Broadus, Nathaniel Hale, Farid Nassar                                                             | Fredwreck                   | 4:26       |
| 4.    | «Vato» (з участю B-Real)                                                                   | Broadus, Louis Freese, Chad Hugo, Pharrell Williams                                               | The Neptunes                | 4:44       |
| 5.    | «That's That Shit» (з участю R. Kelly)                                                     | Broadus, Stanley Benton, Tracy Curry, Robert Kelly                                                | Nottz                       | 4:17       |
| 6.    | «Candy (Drippin’ Like Water)» (з участю E-40, MC Eiht, Goldie Loc, Daz Dillinger & Kurupt) | Broadus, Delmar Arnaud, Ricardo Brown, Keiwan Spillman, Earl Stevens, Ricardo Thomas, Aaron Tyler | Rick Rock                   | 4:48       |
| 7.    | «Get A Light» (з участю Damian Marley)                                                     | Broadus, Floyd Hills, Damian Marley, Mosley                                                       | Timbaland, Danja            | 3:41       |
| 8.    | «Gangbangin' 101» (з участю The Game)                                                      | Broadus, Terrace Martin, Jayceon Taylor                                                           | Terrace Martin              | 4:01       |
| 9.    | «Boss’ Life» (з участю Akon1)                                                              | Broadus, Hale, Andre Young                                                                        | Dr. Dre                     | 3:22       |
| 10.   | «LAX» (з участю Ice Cube)                                                                  | Broadus, Gilliam, O'Shea Jackson, Roger Troutman                                                  | Battlecat                   | 3:21       |
| 11.   | «10 Lil' Crips»                                                                            | Broadus, Hugo, Williams                                                                           | The Neptunes                | 3:15       |
| 12.   | «Round Here»                                                                               | Broadus, Dido Armstrong, Young                                                                    | Dr. Dre                     | 3:42       |
| 13.   | «A Bitch I Knew»                                                                           | Broadus, Gilliam, David Weldon                                                                    | Rhythum D, Battlecat        | 4:32       |
| 14.   | «Like This» (з участю Western Union & LaToiya Williams)                                    | Broadus, Priest Brooks, Terence Harden, Damani Washington                                         | Soopafly                    | 3:56       |
| 15.   | «Which One of You» (з участю Nine Inch Dix)                                                | Broadus                                                                                           | 1500 or Nothin'             | 3:32       |
| 16.   | «I Wanna Fuck You» (з участю Akon)                                                         | Broadus, Aliaune Thiam                                                                            | Akon                        | 2:59       |
| 17.   | «Psst!» (з участю Jamie Foxx)                                                              | Broadus, Eric Bishop                                                                              | N8, Brainz, Jamie Foxx      | 2:59       |
| 18.   | «Beat Up On Yo Pads»                                                                       | Broadus, Denaun Porter                                                                            | Mr. Porter, DJ DDT-Da Busta | 2:57       |
| 19.   | «Don't Stop» (з участю Warzone & Kurupt)                                                   | Broadus, Brown                                                                                    | Chris "THX" Goodman         | 3:22       |
| 20.   | «Imagine» (з участю Dr. Dre і D'Angelo)                                                    | Broadus, Mark Batson, Young                                                                       | Dr. Dre, Mark Batson        | 4:42       |
| 21.   | «Conversations» (з участю Stevie Wonder)                                                   | Broadus, Mark Jordan, Stevie Wonder                                                               | DJ Pooh, Stevie Wonder      | 3:38       |
| 70:50 |                                                                                            |                                                                                                   |                             |            |

Примітки
- 1 В Австралійській версії Snoop Dogg співає з участю Akon замість Nate Dogg для треку «Boss' Life».

Використані семпли
- «Intrology» — «Dirt Off Your Shoulder» від Jay-Z.
- «Think About It» — «I Need You» від The Impressions.
- «Crazy» — «She's Strange» від Cameo.
- "That's That Shit — «The Bath» від Nile Rodgers.
- «Candy (Drippin' Like Water)» — «9th Wonder (Blackploitism)» від Digable Planets; і інтерполяції «Candy» від Cameo.
- «Boss' Life» — «If Tomorrow Never Comes» від The Controllers; і «Everybody Rise» від Busta Rhymes.
- «L.A.X.» — «Going Back to Cali» від The Notorious B.I.G.; і «More Bounce to the Ounce» від Zapp.
- «Round Here» — «Thank You» від Dido.
- «Like This» — «Coffy Sauna» від Roy Ayers.
- «Conversations» — «Have a Talk with God» від Stevie Wonder.

### Бонус-треки
| #  | Назва                       | Автор                         | Продюсер(и) | Тривалість |
| -- | --------------------------- | ----------------------------- | ----------- | ---------- |
| 1. | «My People»                 | Calvin Broadus, Kevin Gilliam | Battlecat   | 5:40       |
| 2. | «Real Talk (R.I.P. Tookie)» | Broadus, L.T. Hutton          | L.T. Hutton | 4:17       |

### Треки, які не попали
| #  | Назва                                                                       | Автор                                                      | Продюсер(и)          | Тривалість |
| -- | --------------------------------------------------------------------------- | ---------------------------------------------------------- | -------------------- | ---------- |
| 1. | «So Special» (з участю Pharrell, Brandy)                                    | Calvin Broadus, Pharrell Williams, Brandy Norwood          | The Neptunes         | 5:26       |
| 2. | «Wannabes» (з участю Young Jeezy, Nate Dogg)                                | Broadus, Jay Jenkins, Nathaniel Hale, DJ Quik, Teddy Riley | DJ Quik, Teddy Riley | 4:04       |
| 3. | «Smokin' Smokin' Weed» (з участю: Ray J, Slim Thug, Shorty Mack, Nate Dogg) | Broadus, Ray J, Slim Thug, Shorty Mack, Hale               | Ray J                | 4:55       |
| 4. | «Put This Thang on You» (при участю Ne-Yo)                                  | Broadus, Shaffer Smith                                     |                      | 3:21       |

## Чарти
| Чарт (2006)                     | Позиція |
| ------------------------------- | ------- |
| Austrian Albums Chart           | 48      |
| Belgian Albums Chart (Flanders) | 46      |
| Belgian Albums Chart (Wallonia) | 86      |
| Canadian Albums Chart           | 10      |
| Danish Albums Chart             | 28      |
| Dutch Albums Chart              | 53      |
| French Albums Chart             | 8       |
| German Albums Chart             | 41      |
| Italian Albums Chart            | 56      |
| New Zealand Albums Chart        | 20      |
| Norwegian Albums Chart          | 18      |
| Polish Albums Chart             | 37      |
| Swiss Albums Chart              | 12      |
| UK Albums Chart                 | 47      |
| US Billboard 200                | 5       |
| US Top R&B/Hip-Hop Albums       | 2       |
| US Top Rap Albums               | 2       |

| Чарт (2006)               | Позиції |
| ------------------------- | ------- |
| US Billboard 200          | 54      |
| US Top R&B/Hip-Hop Albums | 15      |
| US Top Rap Albums         | 8       |

## Сертифікації
| Регіон | Сертифікація | Продажі |
| --- | ------------ | ------- |
| Канада (Music Canada) | Золотий      | 50 000^ |
| Данія (IFPI Denmark) | Платиновий   | 20 000  |
| Франція (SNEP) | Золотий      | 75 000* |
| Росія (NFPF) | Золотий      | 10 000* |
| Велика Британія (BPI) | Срібний      | 60 000^ |
| США (RIAA) | Золотий      | 500,000 |
| *продажі, що базуються лише на сертифікаціях · ^відвантаження, що базуються лише на сертифікаціях · продажі+прослуховування, що базуються лише на сертифікаціях |              |         |